# Turze (Mazovie)
Pour les articles homonymes, voir Turze.

Turze (prononciation : [ˈtuʐɛ]) est un village polonais de la gmina de Poświętne dans le powiat de Wołomin de la voïvodie de Mazovie dans le centre-est de la Pologne.
Il se situe à environ 3 kilomètres à l'est de Poświętne (siège de la gmina), 16 kilomètres à l'est de Wołomin (siège du powiat) et à 35 kilomètres à l'est de Varsovie (capitale de la Pologne).
De 1975 à 1998, le village appartenait administrativement à la voïvodie de Siedlce.